# Persona 4 Revival
Persona 4 Revival (яп. ペルソナ４ リバイバル, кириліз.: Перусона Фо Рібаібару, досл. «Персона 4 Відродження») — майбутня рольова відеогра, яку розробляє та видає компанія Atlus. Проєкт є повноцінним ремейком Persona 4 (2008), п’ятої основної частини серії Persona, що входить до франшизи Megami Tensei.
Після здобуття серією Persona міжнародної популярності завдяки виходу Persona 5 (2016), компанія Atlus висловила зацікавленість у створенні сучасних ремейків своїх попередніх ігор, зокрема Persona 4. Розробка Revival розпочалася на тлі комерційного успіху ремейка Persona 3 Reload (2024). Гру було офіційно анонсовано в червні 2025 року. Persona 4 Revival відтворює оригінальний сюжет гри з графічними та ігровими покращеннями, які ставлять її на один рівень із Persona 5 та Persona 3 Reload.
Реліз Persona 4 Revival запланований для платформ PlayStation 5, Windows та Xbox Series X/S.

## Розробка
У липні 2022 року компанія Atlus провела опитування серед споживачів у Японії з метою оцінити зацікавленість у можливих ремейках та перевиданнях своїх попередніх ігор, зокрема у межах франшизи Megami Tensei. Під час трансляції результатів опитування було оголошено, що Persona 4 (2008) посіла четверте місце серед найбільш запитуваних до ремейку ігор — 74,8% респондентів висловили бажання побачити її оновлення. Однією з найбільш підтриманих ігор стала Persona 3 (2006), яка згодом отримала високоякісний ремейк Persona 3 Reload (2024) для сучасних платформ. Reload стала найшвидше продаваною грою серії Persona, досягнувши позначки в один мільйон проданих копій за перший тиждень після релізу. Вона також стала найуспішнішим запуском в історії Atlus, допоки це звання не перейшло до Metaphor: ReFantazio пізніше того ж року. Успіх Reload спонукав студію P-Studio розпочати аналогічний проєкт для Persona 4. Продюсер Кадзухіса Вада зазначив, що ця гра посідає «особливе місце» в його серці, адже саме вона, на його думку, закріпила за серією Persona статус успішної та шанованої франшизи після її оригінального релізу. Вада також описав Revival як проєкт, який стане «свіжим і несподіваним» досвідом як для нових гравців, так і для давніх прихильників серії.
Persona 4 Revival повністю перероблює візуальні ресурси та моделі персонажів, адаптуючи їх до сучасного дизайну середовища, подібно до візуального стилю Persona 5 (2016) та Persona 3 Reload (2024). Як і в останньому, в англомовній версії Revival очікується повна заміна акторів озвучування основних ролей.

### Вихід
У березні 2025 року компанія Atlus зареєструвала вебдомен p4re.jp, що спричинило активні обговорення в мережі щодо можливого зв’язку з ремейком Persona 4. Абревіатура відповідала схемі найменування офіційного японського сайту Persona 3 Reload, що додатково підігріло чутки. Протягом кінця травня та початку червня 2025 року на існування проєкту натякали кілька акторів, раніше залучених до франшизи, зокрема Юрі Ловенталь, Ерін Фіцджеральд та Аманда Вінн-Лі. У своїх публічних заявах вони повідомили, що не отримували пропозицій повернутися до ролей Йоске Ханамури, Чіе Сатонаки та Юкіко Амаґі відповідно — попри те, що на той момент Atlus офіційно ще не підтверджувала розробку ремейку . Persona 4 Revival була офіційно анонсована 9 червня 2025 року під час презентації Xbox Games Showcase компанії Microsoft Gaming, де було продемонстровано тизер-трейлер гри. Одночасно було опубліковано звернення продюсера P-Studio Кадзухіси Вади. У презентації для інвесторів компанія Sega Sammy Holdings вказала Persona 4 Revival як гру, заплановану до виходу «в або після» 2027 фінансовому року, який триває з квітня 2026 по березень 2027 року.
Реліз Persona 4 Revival запланований для платформ PlayStation 5, Windows та Xbox Series X/S. З моменту запуску гра буде доступна в сервісах Xbox Game Pass Ultimate та PC Game Pass, а також підтримуватиме функцію Xbox Play Anywhere на Windows і Xbox Series X/S.

## Сприйняття
Видання IGN відзначило, що після анонсу Persona 4 Revival частина критики з боку глядачів стосувалася недостатньої кількості продемонстрованого ігрового контенту, а також відсутності Nintendo Switch 2 серед заявлених платформ.